# St. Ottilia (Laufenthal)

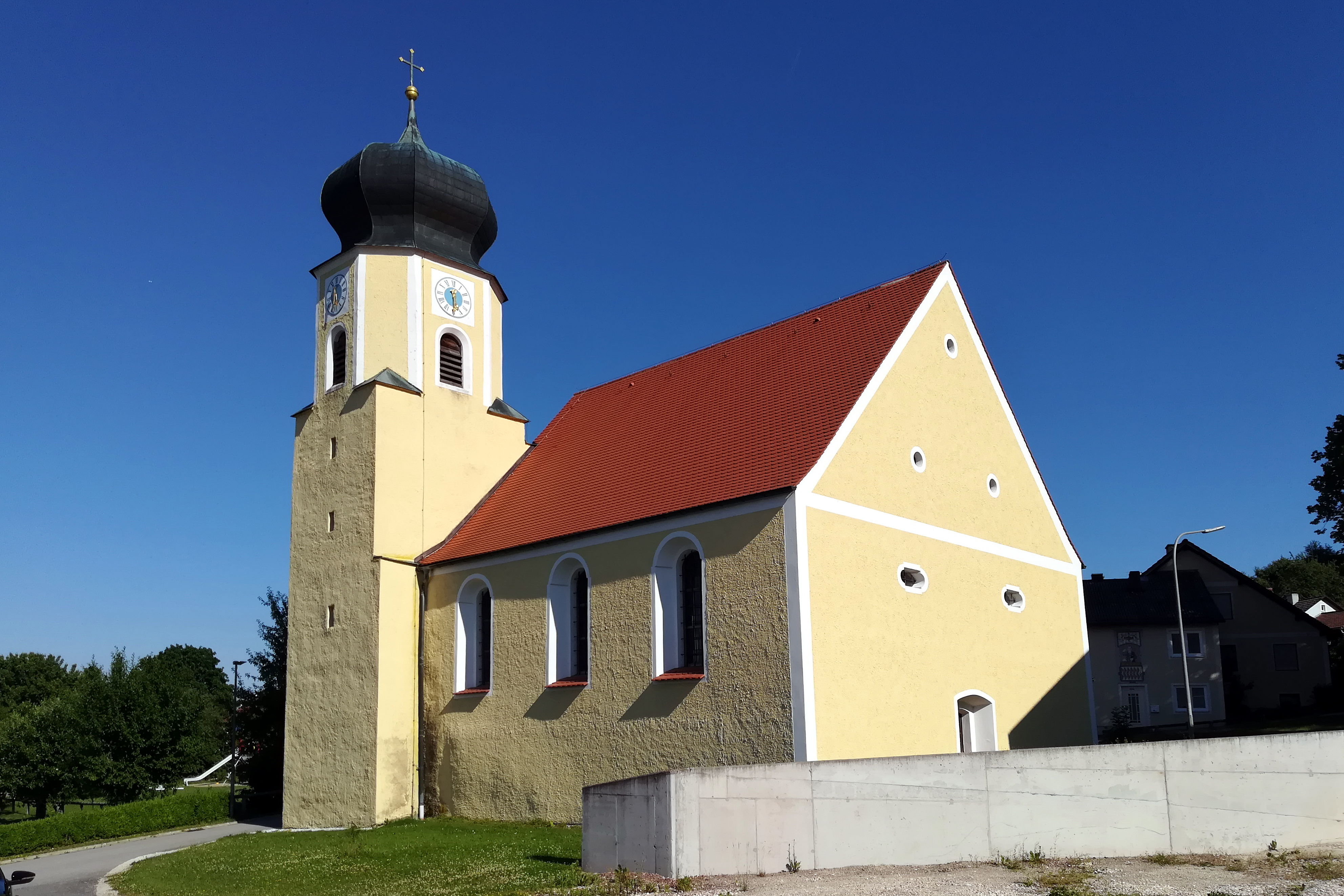
St. Ottilia in Laufenthal

Die römisch-katholische, denkmalgeschützte Filialkirche St. Ottilia, die mittelalterliche Kapelle des Schlosses, steht in Laufenthal, einem Dorf der Stadt Hemau im Landkreis Regensburg der Oberpfalz. Sie ist dem Bistum Regensburg zugeordnet. Das Bauwerk ist unter der Denkmalnummer D-3-75-148-79 als Baudenkmal in die Bayerische Denkmalliste eingetragen.

## Beschreibung
Die Saalkirche wurde im 17. Jahrhundert unter Einbeziehung des mittelalterlichen Kirchturms erbaut, der vor der Ostseite des Langhauses, das mit einem Satteldach bedeckt ist, im Norden steht. Nach seinem Einsturz wurde er 1946 in der alten Form wieder aufgebaut und um ein achteckiges Geschoss erhöht, das die Turmuhr und den Glockenstuhl mit zwei Kirchenglocken beherbergt, und mit einer Zwiebelhaube bedeckt.
Der Innenraum des Langhauses ist mit einer Flachdecke überspannt, die auf längs ausgerichteten Unterzügen ruht. Auf dem Altarretabel des von Säulen flankierten Hochaltars vom Ende des 17. Jahrhunderts ist die heilige Ottilia dargestellt.